# Modlitwa Bonawentury
Modlitwa Bonawentury, zwana też Modlitwą – wiersz Jana Bonawentury Romockiego (ps. Bonawentura, 1925-1944), podporucznika Armii Krajowej, podharcmistrza, poety, poległego w powstaniu warszawskim. 
Jan Romocki napisał Modlitwę w czerwcu 1942 roku w wieku zaledwie 17 lat. Wiersz jest głęboko przesiąknięty etyką chrześcijańską. Był śpiewany przez powstańców warszawskich. Po raz pierwszy Modlitwa została wydana przez Aleksandra Kamińskiego w zbiorze "Zośka i Parasol".